# 瓦克斯多夫
瓦克斯多夫是德国巴伐利亚州的一个市镇。总面积33.55平方公里，总人口5019人，其中男性2530人，女性2489人（2011年12月31日），人口密度150人/平方公里。